# Bahnstrecke Kuolimojärvi–Kallavesi
| Lokschuppen in Honkataipale (2006)                                                                                                   |                     |              |              |
| Streckenlänge: | 6 km                |              |              |
| Spurweite: | 1000 mm (Meterspur) |              |              |
| Streckengeschwindigkeit: | 30–40 km/h          |              |              |
| |                     |              |              |
| \| \| \| Kuolimojärvi \| \| \| \| 0 \| Kuolimojärvi \| Kuolimojärvi \| \| \| 6 \| Kallavesi \| Kallavesi \| \| \| \| Kallavesi \| \| |                     |              |              |
| |                     | Kuolimojärvi |              |
| Betriebs-/Güterbahnhof Streckenanfang (Strecke außer Betrieb)                                                                        | 0                   | Kuolimojärvi | Kuolimojärvi |
| Betriebs-/Güterbahnhof Streckenende (Strecke außer Betrieb)                                                                          | 6                   | Kallavesi    | Kallavesi    |
| |                     | Kallavesi    |              |

Die Bahnstrecke Kuolimojärvi–Kallavesi (Honkataipale-Strecke) verband die beiden finnischen Seen Kuolimojärvi und Kallavesi. Die sechs Kilometer lange Schmalspurbahn mit der Spurweite 1000 mm befand sich an der Grenze der Gemeinde Ristiina. Sie wurde für den Holztransport über eine Landenge zwischen den beiden See gebaut.

## Geschichte
Die Bahnstrecke wurde 1909 von Halla Oy – einem Forstunternehmen, das von 1875 bis 1932 in der Gemeinde Kymi ansässig war und mehrere Sägewerke besaß – gebaut und wurde vom Frühjahr 1910 bis 1976 verwendet.
Die Strecke sollte ursprünglich in Breitspur mit 1524 mm gebaut werden. Der Konkurrent Enso-Gutzeit erfuhr von den Bauabsichten und kaufte das beste Land, das für eine Breitspurstrecke geeignet war. Halla änderte seinen Plan und baute die Strecke im kurvigen und hügeligen Gelände. Die neue Spurweite von 1000 mm basierte auf den Breitenbeschränkungen des verbleibenden Geländes sowie auf den niedrigeren Preisen für die Ausstattung. Die Länge der Strecke betrug daher fast sechs Kilometer, zusätzlich waren rund zwei Kilometer Abstellgleise vorhanden.
Die Strecke wurde, wie viele andere Schmalspurbahnen, 1944 auf Reparationsleistungen für Russland überprüft. Diese wurde jedoch abgelehnt, weil die Strecke zu alt und von der russischen Norm abweichend war. Sie wurde 1984 abgerissen und in einen Fahrweg umgewandelt.
Für die Unterbringung der Lokomotive wurde in Honkataipale ein offener Unterstand errichtet, der in den 1950er Jahren durch einen Lokschuppen aus Blech ersetzt wurde, in dem die Wartungsarbeiten durchgeführt werden konnten. Dieser Lokschuppen wurde im Winter 2006 abgerissen.
An der Strecke befinden sich noch die Fundamente einiger Gebäude und das Wohnhaus für das Streckenpersonal, das in Privatbesitz ist. Außerdem gibt es Überreste der ehemaligen Rampe, die zum Kuolimojärvi führte. Die Unterwasserteile wie die Stützrampen für die Lade- und Entladegleise bleiben ebenfalls teilweise erhalten. Sie wurden im Sommer 1999 von in Helsinki ansässigen Sporttauchclubs dokumentiert.

## Lokomotiven
| Nummer | Name | Bauart    | Achsfolge  | Hersteller                                  | Fabr.-Nr./ Baujahr | Besonderes |
| ------ | ---- | --------- | ---------- | ------------------------------------------- | ------------------ | --- |
|        |      | Tenderlok | C t        | Krauss, München                             | 6206/ 1909         | 1910–1971 in Betrieb, im Eisenbahnmuseum Minkiö |
|        |      | Diesellok | B’ + B’ dh | Arnold Jung Lokomotivfabrik, Kirchen (Sieg) | 12022/ 1954        | Bauart Jung L50, Kalkbahn Lohja 4 auf der Bahnstrecke Virkkala–Ojamo, 1971 von Kymi Oy gekauft, bis 1976 im Einsatz, vorhanden: Härtsfeld-Museumsbahn D4 |

Der ursprüngliche Schornstein der Dampflokomotive wurde in den 1920er Jahren erneuert und mit Funkenfänger für Holzfeuerung ausgestattet. Der Kessel der Lokomotive wurde 1950 gegen einen etwas größeren von Lokomo getauscht. Zu diesem Zeitpunkt wurden die getrennten Sand- und Dampfdome durch eine kombinierte Kuppel ersetzt. Das Führerhaus wurde im Laufe der Jahre geschlossen, da dieses in der offenen Unterstellhalle im Winter mit Schnee zugeweht wurde. Es wurde im Winter 1950 durch eine neu gefertigtes von Lokomo ersetzt. Dabei wurde die Lokomotive grün lackiert.
Die Entkupplungseinrichtung an der vorderen Pufferbohle der Lokomotive, die zum Entkuppeln des Güterzuges benötigt wurde, wurde um 1921 ersetzt, als die Lokomotive nach einer fünfjährigen Abstellzeit instand gesetzt wurde. Die Strecke war nach dem Ersten Weltkrieg und dem folgenden Finnischen Bürgerkrieg unterbrochen. In ähnlicher Weise wurde die Diesellok an jedem Ende mit Entkupplungseinrichtungen ausgestattet, um eine schnelle Trennung zu ermöglichen.

## Personal
Der Lokführer war zwischen 1928 und 1971 Armas Pöntinen, der während der Wintersaison die Lok überholte. Für ihn und das andere Personal für die Bedienung der Strecke wurde in der Nähe des Lokschuppens ein kleines Häuschen für vier Familien gebaut. Ein Schmied kümmerte sich um den Kessel und die Maschinen. Heizer, Bremser und Weichensteller waren Saisonarbeiter, die am Ende der Saison ausgezahlt, aber Jahr für Jahr wieder eingestellt wurden. Als die Diesellok beschafft wurde, kam für eine Saison ein Lokführer aus Lohja zur Einweisung.
Außerhalb der Verkehrssaison erledigten die Angestellten Forstarbeiten. Die Lokomotiven wurden vom Betriebsingenieur der Voika-Mühle überwacht. Größere Reparaturen wurden in der Werkstatt der Mühle durchgeführt. Der Lokführer und der Schmied führten kleinere Reparaturen vor Ort durch.

## Be- und Entladevorgang
Das zu befördernde Holz wurde in Flößen, die von Schleppschiffen gezogen wurden, über den See gebracht. Die Flöße waren in Größe und Abstand so zusammengestellt, dass diese ohne weitere Bearbeitung auf die Transportwagen geladen werden konnten. Die gesamte Wagengarnitur wurde an der Belade- und Entladestelle über Schrägen unter Wasser gefahren.
Zum Beladen wurden die Flöße mit einer Seilwinde über die Wagen gezogen. Nachdem das erste Floß mit dem ersten Wagen verbunden war, wurde der gesamte Zug mit einer Seilwinde beladen wieder aus dem Wasser gezogen. Ebenso erfolgte der Entladevorgang, die Wagengarnitur wurde unter Wasser gefahren, die Baumstämme schwammen auf und konnten vom Schleppschiff weiter befördert werden.
Bei beiden Vorgängen wurde die Kupplung zwischen Lokomotive und Wagengarnitur während der Fahrt gelöst, die Lokomotive fuhr über eine Weichenverbindung auf ein Nebengleis und die Wagengarnitur über die zurückgestellte Weiche in das Wasser. Die Garnitur wurde dabei von einem Bremser gebremst, bis ein am Ende des letzten Wagens eingekuppeltes Drahtseil mit der Lok verbunden war und die Garnitur so noch gebremst und später wieder aus dem Wasser gezogen werden konnte.
Bei Eisgang im Winter wurden die Schleppschiffe mit den Holztransportwagen an Land gebracht.